# کامبیز درفشی جوان
کامبیز درفشی جوان (زاده ۱۳۳۲–درگذشته ۱۳۹۴) بازیکن، مربی و قهرمان تنیس ایرانی و فرزند جواد درفشی جوان بود.
وی در سال‌های ۱۳۷۶ تا ۱۳۸۰ مربی تیم ملی دیویس کاپ ایران بود. درفشی جوان تنیس را از ۱۶ سالگی آغاز کرد. او ۱۹ ساله بود عضو تیم ملی تنیس ایران شد و در سال ۱۳۵۳ به همراه علی مدنی مدال نقره بازی‌های آسیایی را به دست آورد و در بخش تیمی نیز سوم شد.او در مسابقات قهرمانی آسیا به همراه منصور بهرامی مدال طلای بخش دونفره را کسب کرد که این بزرگ‌ترین افتخار تیم ایران تا کنون است.

او در ۱۷ آذرماه ۱۳۹۴ بعد از مدت‌ها مبارزه با بیماری و در تنهایی درگذشت.